# Polo del '900
Il Polo del '900 è un centro culturale di Torino, che racchiude le sedi e le attività di 24 enti partner. È ospitato nel complesso juvarriano dei quartieri militari di Torino (nella zona del Quadrilatero Romano), nei palazzi San Celso e San Daniele, costruiti su disegno di Filippo Juvarra, dove si collocano la biblioteca, l'archivio, gli spazi per gli eventi, mostre e performance, aule per la didattica e per i bambini e l'allestimento permanente del Museo diffuso della Resistenza, della deportazione, della guerra, dei diritti e della libertà.
Il polo culturale è inteso per essere aperto alla cittadinanza e rivolto soprattutto alle giovani generazioni e ai nuovi cittadini.

## Storia

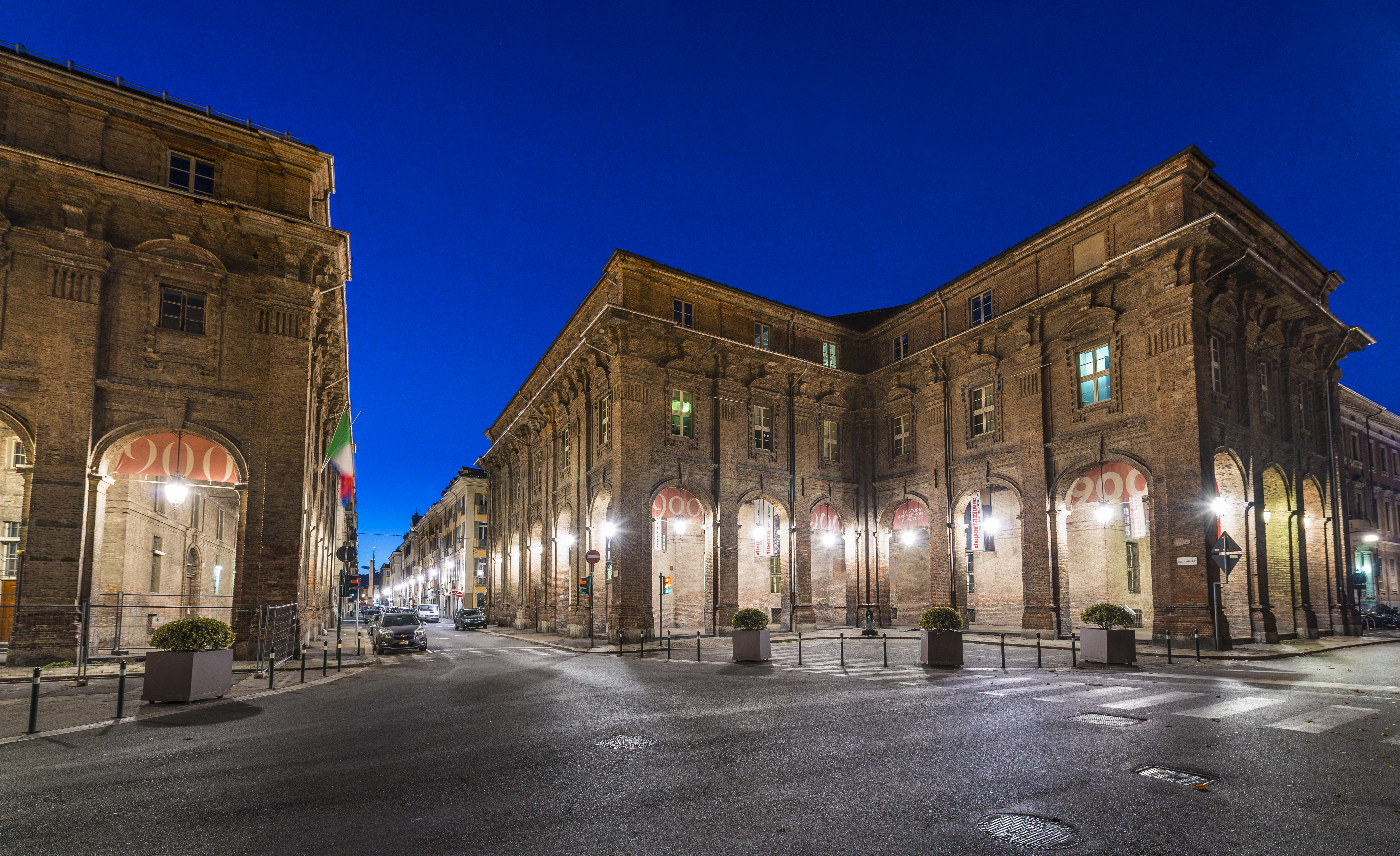
Gli edifici juvarriani che ospitano il Polo de '900, i palazzi San Celso e San Daniele

Il Polo del '900 è nato nel 2016 da un progetto di integrazione tra alcuni degli istituti e le associazioni culturali torinesi maggiormente attenti al tema del Novecento. Alla base c'è un programma sociale, economico, politico, storico, culturale e popolare dedicato alla formazione e allo sviluppo comunitario sui grandi temi della contemporaneità. Il Polo si presenta come un unico spazio, in cui vivono e co-progettano, nel rispetto delle reciproche identità culturali, gli enti partner (inizialmente 12). La Fondazione Polo del '900 garantisce l'autonomia culturale di ogni singolo ente, favorendone, al contempo, l'integrazione e lo sviluppo, in un centro civico-culturale.
I soci fondatori della Fondazione Polo del '900 sono stati la Regione Piemonte, la Città di Torino e la Compagnia di San Paolo, che al 2016 aveva contribuito ai restauri con 5 milioni di euro e per gli allestimenti con 2 milioni.
Alla sua nascita, il Polo era considerata una delle maggiori fondazioni europee per patrimonio documentale, archivistico e librario.

## Caratteristiche
Il Polo del '900 si presenta come un bene collettivo e una realtà con vocazione multifunzionale e multiservizio, con un modello gestionale basato sulla cooperazione e lo scambio reciproco di idee e competenze. È possibile accedere agli spazi liberamente, attraverso il tesseramento gratuito, con orari di apertura estesi, continuativi, rispondendo alle esigenze dei cittadini. Gli spazi per il pubblico sono ampi e polifunzionali.
Le caratteristiche del Polo del '900, l'accoglienza, la convivenza e la valorizzazione, emergono dalla programmazione culturale, varia ed eterogenea e dalla presenza delle 24 istituzioni e associazioni culturali che propongono, attraverso il proprio patrimonio culturale, iniziative e progetti. Basandosi sui valori principali di accoglienza, inclusione e partecipazione, la fondazione lavora in ottica di disability friendly, kids and family friendly e dog friendly. Il fine del Polo del '900 è quello di permettere la crescita, lo sviluppo e la diffusione della consapevolezza civica, diventando uno spazio di riflessione sui temi della contemporaneità, come la democrazia, la cittadinanza e i diritti del lavoro, ampliando la fruizione alle giovani generazioni e ai nuovi cittadini.

## Sedi
Sedi del Polo del '900 sono Palazzo San Daniele e Palazzo San Celso, che si trovano all'interno del complesso juvariano dei Quartieri Militari. L'accesso alla struttura avviene attraverso due ingressi principali: Via del Carmine 14 (Palazzo San Daniele) e Corso Valdocco 4/A (Palazzo San Celso). Gli spazi del centro culturale coprono oltre 8.000 mq di edifici restaurati e accessibili a tutti.
Il palazzo San Daniele ospita il Salotto '900, spazio polifunzionale per l'incontro, il tempo libero e lo scambio, collocato lungo il corridoio d'ingresso, subito dopo la reception. Tre sale polifunzionali che possono ospitare diverse tipologie di eventi sono presenti tra il piano terra e il piano interrato: la Sala Voltoni, la Sala '900 e la Sala Didattica. Il piano terra ospita anche un'area destinata alle attività e agli eventi per i bambini. Al primo piano si colloca la Sala Lettura, spazio per lo studio, la lettura ed il lavoro e sono presenti più di 10 000 volumi organizzati per tematiche. I piani superiori ospitano gli uffici degli enti partner del Polo del '900: ANCR - Archivio nazionale cinematografico della Resistenza; ANED - Associazione nazionale ex deportati nei campi nazisti; ANPI - Associazione Nazionale Partigiani d'Italia; ANPPIA-Associazione Nazionale Perseguitati Politici Italiani Antifascisti; AVL - Associazione Volontari Libertà del Piemonte; Centro Studi Piero Gobetti; FIAP - Federazione italiana delle associazioni partigiane; Fondazione Donat-Cattin; Fondazione Istituto Piemontese Antonio Gramsci; Fondazione Vera Nocentini; ISMEL - Istituto per la Memoria e la Cultura del Lavoro, Istituto di Studi Storici Gaetano Salvemini; Rete Italiana di Cultura Popolare, Unione Culturale Franco Antonicelli. Nell'estate 2019 è stato inaugurato il Cortile San Daniele, Spazio utilizzato per eventi all'aperto.

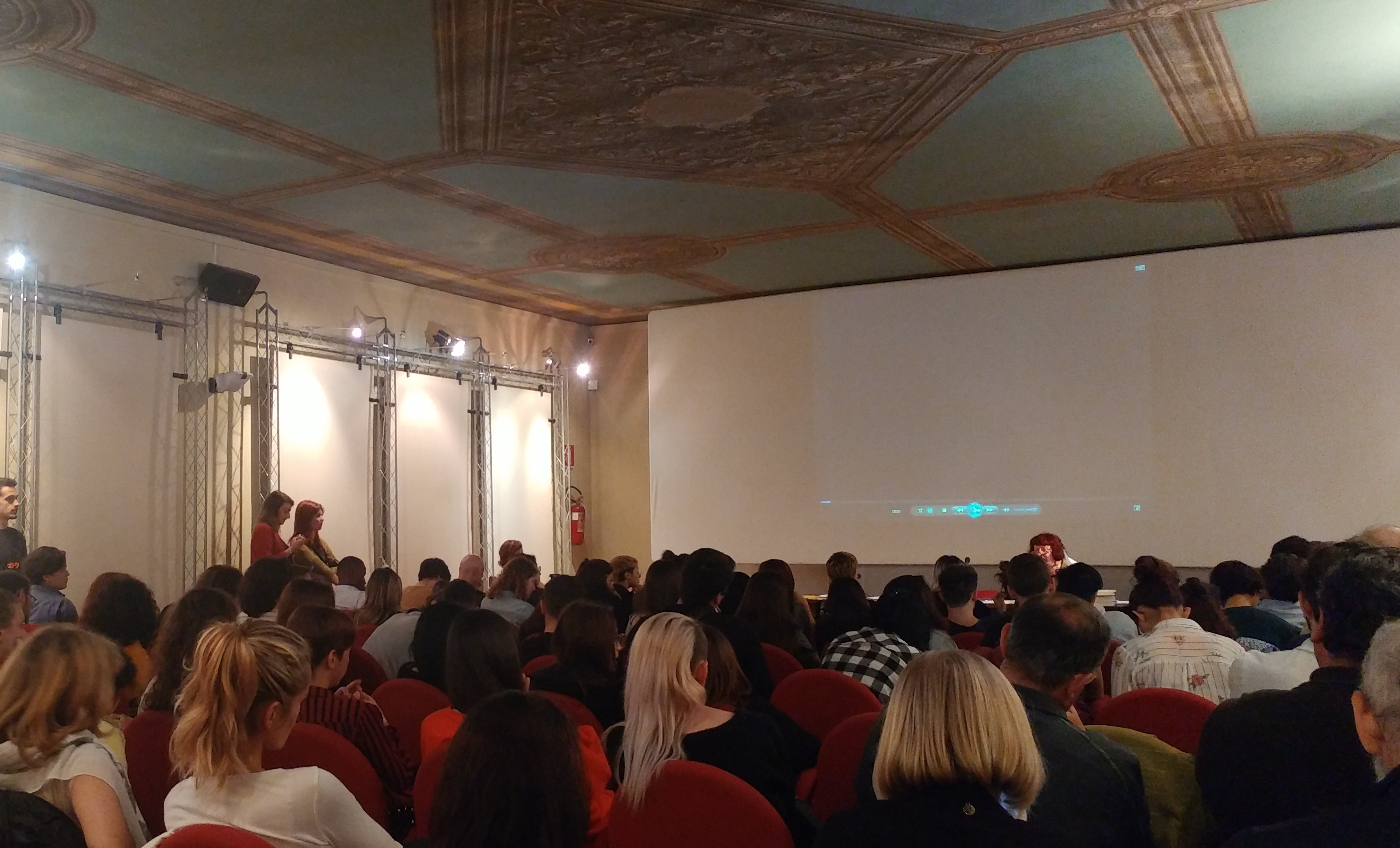
Sala conferenze e proiezioni

Nel Palazzo San Celso si trova l'allestimento permanente Torino 1938-1948. Dalle leggi razziali alla Costituzione del Museo Diffuso della Resistenza che rievoca la vita quotidiana durante la seconda guerra mondiale, l'occupazione tedesca, la Resistenza e il ritorno alla democrazia, attraverso le installazioni interattive. È possibile visitare anche il rifugio antiaereo a 12 metri di profondità.
Al piano terra è presente la biglietteria del museo con accesso da Corso Valdocco 4/A e il cortile che custodisce a panchina rosa triangolare di Corrado Levi, opera dedicata alle vittime omosessuali dei lager realizzata per il concorso indetto dal Comune di Bologna nel 1989 e donata al Museo Diffuso della Resistenza nel Giorno della Memoria 2013. Rappresenta il primo monumento che Torino dedica alle vittime omosessuali del nazismo. Dal cortile si può accedere alla Sala post-It dove i visitatori sono invitati a lasciare pensieri e suggestioni.
Al primo piano del palazzo si trovano il Mini Cinema, i laboratori multimediali (ANCR), gli uffici del Centro Internazionale di Studi Primo Levi. Il secondo piano ospita la Sala Conferenze e Proiezioni, spazio elegante che può accogliere diverse tipologie di eventi, la Galleria delle Immagini, spazio espositivo per mostre e installazioni, Sala consultazione video e uffici dell'Archivio Nazionale Cinematografico della Resistenza (ANCR) e gli uffici della Fondazione Polo del '900.
Al terzo piano è presente la Sala Lettura e la biblioteca specializzata nella storia dell'Antifascismo e della Resistenza, la Sala Memoria delle Alpi e gli Uffici dell'Istituto Piemontese per la Storia della Resistenza e della Società Contemporanea Giorgio Agosti.
Il Polo del '900 dispone di altri spazi per i servizi: presso la Casa Gobetti, in via Fabro 6 a Torino, sede storica del Centro Studi Piero Gobetti dal 1961, la sede del Fondo Tullio De Mauro della Rete Italiana di Cultura Popolare, in via Arsenale 27 a Torino e la sede storica dell'Unione Culturale Franco Antonicelli, in via Cesare Battisti 4 a Torino.

## Biblioteca

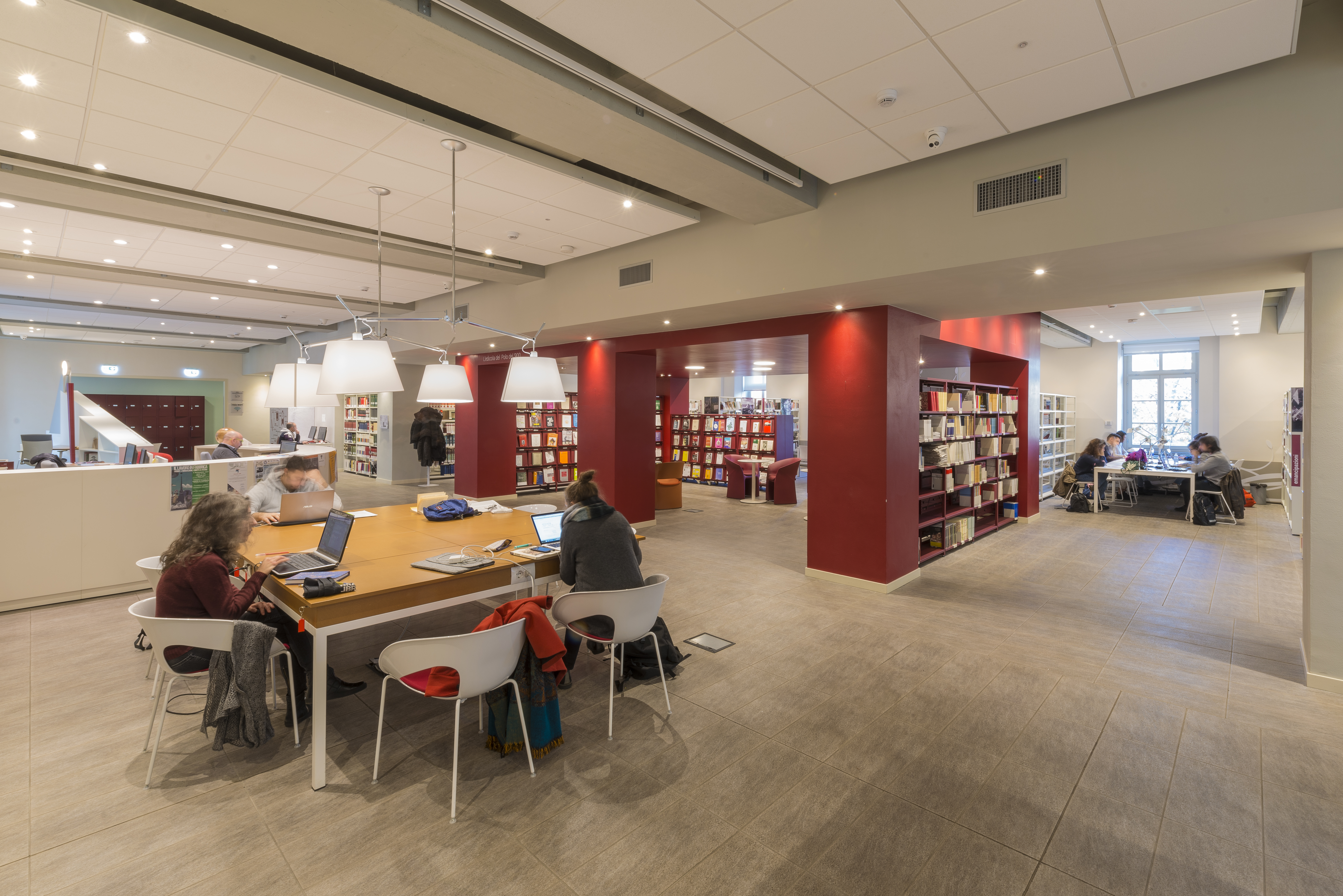
Sala lettura della biblioteca del Polo

La biblioteca del Polo del '900 nasce dall'integrazione dei patrimoni bibliotecari degli enti partner, che hanno reso disponibili a un pubblico sempre più ampio i propri fondi librari. Il patrimonio documentale della biblioteca è specializzato in storia del XX secolo, sia italiana sia internazionale.
Il Polo mette a disposizione più di 300 000 volumi sui grandi temi storici, civili e sociali del '900, attraverso la scaffalatura aperta nei locali delle Sale lettura e l'accesso alle pubblicazioni in deposito consultabili su richiesta. La ricerca è possibile tramite la consulenza del personale specializzato, il catalogo bibliografico online e, in modalità di ricerca integrata con il patrimonio archivistico, da #9centro. L'emeroteca, presente all'interno della biblioteca, conserva oltre 200 titoli correnti. È inoltre presente una biblioteca dedicata ai bambini tra gli 0 e 11 anni, nell'area bambini.

## Archivi
L'archivio del Polo del '900 custodisce 840 fondi di archivio, 127 600 fototipi e 20 800 manifesti, per un totale di 9 km di documenti. La loro ricerca è possibile attraverso strumenti sia cartacei sia digitali e con il supporto di operatori.
La consultazione direttamente online della documentazione digitalizzata, corrisponde a 400 000 unità. È possibile la consultazione di materiali particolarmente delicati, come fotografie e stampe di grande formato, risorse audiovisive e sonore. L'Archivio Nazionale Cinematografico della Resistenza (ANCR) offre al pubblico uno spazio multimediale con postazioni per l'accesso ai database dell'archivio. Previa richiesta agli operatori, si può riprodurre in fotocopia o in formato elettronico dei documenti consultati.
Sono presenti più di 16 000 titoli di film disponibili per la consultazione nei vari formati, con oltre 4 000 ore video e 2 500 audio di materiali originali consultabili in intranet.
Oltre al materiale delle istituzioni partner, l'archivio audiovisivo ospita nei propri spazi la produzione documentaria realizzata dalla Film Commission Torino Piemonte nell'ambito del Piemonte Doc Film Sound, disponibile per la consultazione del pubblico nella sezione "cinema".

### 9centro
9centro, presentata per la prima volta nel giugno 2016, è una piattaforma digitale che raccoglie il patrimonio archivistico e culturale degli enti partner del Polo. Sono presenti migliaia di fotografie, manifesti, video e schede biografiche e bibliografiche. Il progetto permette agli utenti di esplorare la storia raccontata dai documenti e le fonti, suddivisi per percorsi tematici. Si possono visitare le banche dati archivistiche, navigando a vari livelli fino alla descrizione analitica di ogni singolo documento e la loro immagine digitalizzata. La navigazione è libera e non richiede registrazione.

### ArchoS
ArchoS (Sistema integrato dei cataloghi d'archivio) è il sistema integrato di catalogazione, archivio e ricerca, realizzato con il contributo della Compagnia di San Paolo e l'Istituto Piemontese per la Storia della Resistenza e della società contemporanea "Giorgio Agosti" ha promosso lo sviluppo. L'archivio digitale si basa su differenti tipologie di documenti appartenenti ai fondi e collezioni degli Enti Conservatori. Si suddivide in due ambienti: biografie e metarchivi.
La sezione dei metarchivi si presenta con una struttura multicatalogo, che permette di consultare gli archivi attraverso tre modalità: 
- esplorando la struttura gerarchica degli archivi, organizzata in livelli;
- sfogliando il catalogo web, che contiene tutte le tipologie di documenti digitali in formato compresso disponibili nel formato in cui sono state riprodotte. Le clip sono organizzate per tipologie documentale, consultabili sfogliando l'album e permettono l'accesso alla singola scheda descrittiva. Il catalogo ad alta definizione è consultabile solamente presso le aule studio;
- operando ricerche testuali attraverso la ricerca semplice, effettuata nelle voci indice, e la ricerca avanzata, che permette di interrogare uno o tutti gli Enti Conservatori, per campi specifici di ogni livello di archivio e tipologia documentale.

## Attività
Nell'intento di rappresentare un laboratorio permanente di progettazione, partecipazione e crescita della cittadinanza, il Polo del '900 programma tipologie di attività per diversi pubblici. Una sezione apposita per bambini, ragazzi e scuole di ogni ordine e grado, differenziate nei contenuti e metodologie per fasce d'età. Progetti integrativi, dai format più tradizionali a quelli più interattivi organizzati dal personale, professionisti del settore e con la collaborazione degli enti partner, che favoriscono l'apprendimento ed avvicinamento dei bambini e ragazzi alla storia, alla cultura e all'importanza delle fonti documentarie. Per le famiglie e i bambini vengono organizzate iniziative di valorizzazione e promozione culturale, come laboratori e letture animate. Per gli adulti e per la cittadinanza vengono organizzati eventi di formazione, ricerca, visite guidate e incontri divulgativi e di dibattito sui temi della promozione culturale, creando una connessione tra la storia novecentesca e le istanze del presente. Per gli operatori del settore culturale, come bibliotecari e archivisti, vengono organizzati dei corsi di formazione attraverso partenariati esterni e collaborazioni. Il Polo del '900 ospita, o direttamente organizza, nei suoi spazi mostre temporanee, installazioni ed esposizioni.

## Riconoscimenti
- Premio Cultura di Gestione 2019 IX EDIZIONE  - 12/06/2019.  Promosso da Federculture, Agis, Alleanza Cooperative Italiane Turismo e Beni Culturali, Forum Nazionale del Terzo Settore e ANCI con l’obiettivo di identificare, premiare e incoraggiare i progetti più innovativi nella gestione culturale, finalizzati allo sviluppo locale attraverso interventi di valorizzazione del territorio, di incremento e miglioramento dell’offerta culturale, di promozione integrata dei beni culturali, di coesione sociale, di riorganizzazione dei servizi ai cittadini, di ampliamento della fruizione pubblica.[26]  Motivazione del Premio: "Il Polo del ‘900 è un progetto che realizza un esemplare modello di co-progettazione e collaborazione inter-istituzionale e tra pubblico e privato, con una gestione innovativa al servizio della cittadinanza cui viene messo a disposizione uno spazio culturale di nuova generazione pensato “per connettere il passato con il presente”. In questo senso il progetto appare particolarmente innovativo nel modello di coinvolgimento dei pubblici in una visione culturale finalizzata a mettere in relazione lo straordinario patrimonio storico del secolo scorso con le istanze del presente, generando nuovo capitale creativo e culturale".[27]
- Premio Gianluca Spina per l’Innovazione Digitale nei Beni e Attività Culturali  2020 - III EDIZIONE - 27 MAGGIO 2020 Promosso dall’Osservatorio Innovazione Digitale nei Beni e Attività Culturali del Politecnico di Milano per le istituzioni culturali italiane che abbiano realizzato progetti di innovazione digitale particolarmente significativi nei processi interni o nell’offerta al pubblico. Il Polo è premiato con il progetto 9centR0 – L’hub digitale degli archivi del Polo del ‘900.[28][29]
- Inserimento nella piattaforma Canopy Unesco 2021 World Heritage Canopy è una piattaforma vivente di strategie e pratiche innovative che integrano la conservazione del patrimonio con lo sviluppo sostenibile. Attraverso casi studio ed esempi pratici, la piattaforma mira a ispirare e guidare le azioni locali che contribuiscono e si allineano ai principali impegni globali tra cui la Convenzione del patrimonio mondiale del 1972, la Raccomandazione sul paesaggio storico urbano e l'Agenda 2030 per lo sviluppo sostenibile. Il Polo del '900 è tra le prime 11 realtà nel mondo selezionate da Unesco per la piattaforma  World Heritage Canopy.[30]

## Enti partner

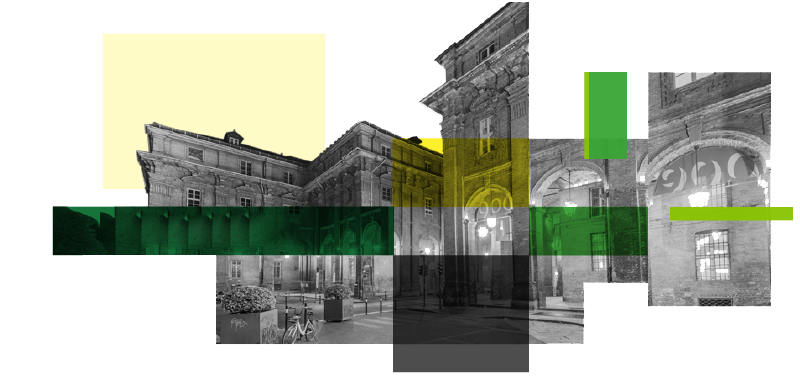
Elaborazione grafica dei palazzi Juvarriani sede del Polo del '900. Presentazione dell'attività del Polo nei suoi primi 4 anni (2019).

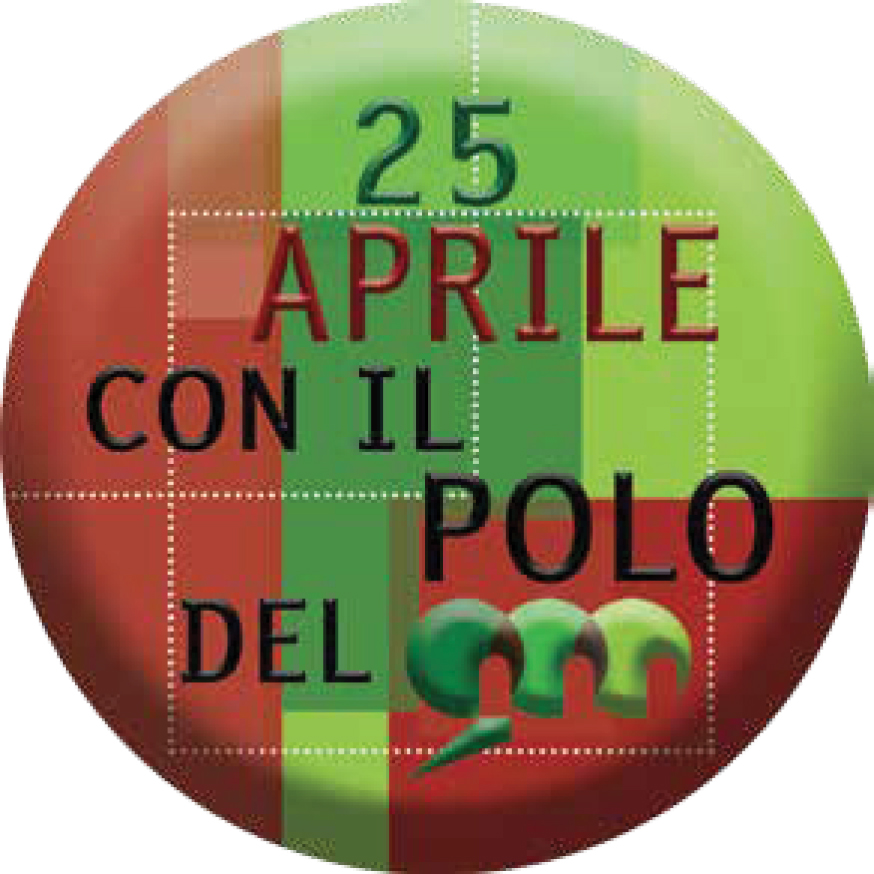
Materiale comunicativo realizzato per la Festa della Liberazione 2019.

Sono 24, tra istituzioni e associazioni, gli enti partner del Polo del '900:
- ANCR - Archivio Nazionale Cinematografico della Resistenza
- ANCR - Associazione Nazionale Combattenti e Reduci
- Arci Torino aps
- ANED - Associazione Nazionale Ex Deportati nei Campi Nazisti
- ANPI - Associazione Nazionale Partigiani d'Italia
- ANPPIA - Associazione Nazionale Perseguitati Politici Italiani Antifascisti
- AVGD - Associazione Venezia Giulia Dalmazia
- AVL - Associazione Volontari per la Libertà
- Centro Culturale Pier Giorgio Frassati
- Centro Internazionale di Studi Primo Levi
- Centro Studi Piero Gobetti
- CESI - Centro Einstein di Studi Internazionali sul Federalismo, la Pace, la Politica del Territorio
- CSC - Archivio Nazionale Cinema d'Impresa
- FIAP - Federazione Italiana delle Associazioni Partigiane
- Fondazione Carlo Donat-Cattin
- Fondazione Giovanni Goria
- Fondazione Istituto Piemontese Antonio Gramsci
- Fondazione Vera Nocentini
- ISMEL - Istituto per la Memoria e la Cultura del Lavoro, dell'Impresa e dei Diritti Sociali
- Istituto di studi storici Gaetano Salvemini
- ISTORETO - Istituto Piemontese per la Storia della Resistenza e della Società Contemporanea Giorgio Agosti
- Museo Diffuso della Resistenza, della Deportazione, della Guerra, dei Diritti e della Libertà
- Rete Italiana di Cultura Popolare
- Unione Culturale Franco Antonicelli.